# 長野県民主医療機関連合会
長野県民主医療機関連合会（ながのけんみんしゅいりょうきかんれんごうかい）は、長野県における全日本民主医療機関連合会(民医連)の地方組織である。略称は長野県民医連。(県内では、他の民医連地方組織同様、県連と略される。)

## 概要
2020年6月現在、6病院・12診療所・8保険薬局・6介護老人保健施設・4特別養護老人ホーム・9訪問看護ステーション・9グループホーム・9ヘルパーステーション・5デイサービス等、県内の北から南まで広い範囲に展開した80に及ぶ事業所で、約130名の医師をはじめとして3800名を超える各種の技術職員が働き、県内の医療介護の約3-6%を担う幅広い活動を行っている。
事務局は長野県松本市元町2-9-11 民医連会館2階に置く。

## 加盟法人
(この節の出典)
- 長野医療生活協同組合 - 長野市西鶴賀町1570
  - 長野中央病院
- 社会医療法人 健和会 - 飯田市鼎中平1936
  - 健和会病院
- 社会医療法人 中信勤労者医療協会 - 松本市巾上9-26
  - 松本協立病院
  - 塩尻協立病院 - 塩尻市桟敷437
- 社会医療法人 南信勤労者医療協会 - 諏訪郡下諏訪町矢木町214
  - 諏訪共立病院
- 上伊那医療生活協同組合 - 上伊那郡箕輪町大字中箕輪11324
  - 上伊那生協病院
- 東信医療生活協同組合 - 上田市大字上塩尻393-1
- 特定非営利活動法人　ひだまり - 飯田市駄科1046-3
- 特定非営利活動法人　福寿草 - 茅野市米沢4133-2
- 社会福祉法人 協立福祉会 - 安曇野市豊科高家5285-11
- 社会福祉法人 共立福祉会 - 岡谷市川岸上4-3-7
- 社会福祉法人　林の杜 - 下伊那郡豊丘村神稲4176
- 社会福祉法人　ゆいの里 - 飯田市龍江7159-1
- 社会福祉法人　こころ - 諏訪市高島3-1300-1
- 社会福祉法人　ひなたぼっこ - 諏訪郡富士見町富士見11650-1
- 一般社団法人あおぞら企画(薬局法人) - 長野市西鶴賀町1565-1
- 一般社団法人　中信保健企画(薬局法人) - 松本市巾上10-5
- 有限会社諏訪ひまわり企画(薬局法人) - 諏訪郡下諏訪町212-24
- 一般社団法人飯田ひまわり企画(薬局法人) -  飯田市鼎中平1884-1
- 一般社団法人上伊那ひまわり企画(薬局法人)- 上伊那郡箕輪町大字中箕輪11328-4
- 長野県医療事業協同組合 - 松本市梓川倭628-1